# Sang-ti
Sang-ti vagy Sang Ti (kínaiul: 上帝; pinjin (pinyin) hangsúlyjelekkel: Shàngdì) jelentése: „magasságos úr”, „legfőbb ős”, „legfőbb istenség”. A legkorábbi szövegekben gyakorta csak Ti (Di) 帝 formában szerepel. Ő a legfontosabb, legfőbb isten az ókori kínai mitológiában és népi vallásban. A Sang-ti (Shangdi)ról alkotott elképzelések minden bizonnyal a Sang (Shang)-korban születtek az i. e. 2. évezredben. Az európai misszionáriusok Kínában a prédikációik során, valamint a Biblia-fordításaikban a Sang-ti (Shangdi) kifejezést használták a keresztény „Isten” fogalmának jelölésére is.

## Etimológia

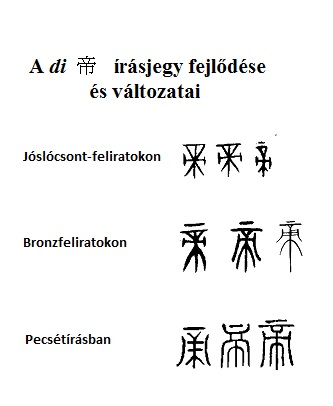

A Sang-ti (Shangdi) fogalma már a kínai írás legkorábbi emlékei között, az i. e. 13. századtól az i. e. 11 század közepéig terjedő időszakban, a Sang (Shang)-dinasztia második felében keletkezett jóslócsont-feliratokon is gyakorta szerepel. Sok esetben csak ti (di) 帝 formában jelenik meg, elhagyva a „felső”, „legfelsőbb”, „magasságos” jelentésű sang (shang) 上 jelzőt. Legkorábbi piktogram formájában a modern kínai értelmezés szerint egy virágfejet ábrázol magházzal, a szirom- és fészeklevekkel, valamint a kocsány egy részével.
A Csou (Zhou)-dinasztia idején, amikor Sang-ti (Shangdi) alakja összeolvadt a Tien (Tian) 天, „Ég” fogalmával, a korai piktogramban sokkal inkább egy álló emberi alakot, egy uralkodót véltek felfedezni, és az írásjegy grafikai kinézetét is ebbe az irány változtatták. A pecsétírás-változatokon már jól felismerhető a hosszú ujjú díszes köpenybe öltözött emberi alak. Ekkor kapja az írásjegy a mai formájában is látható csin (jin) 巾 fogalomjelölő radikális elemet, melynek jelentése: „kendő”, „turbán”.
A piktogram Csou (Zhou)-dinasztia idején született értelmezése nyilvánvalóan egyfajta kései belemagyarázás, amely a korai formájában csakugyan emberi alakot ábrázoló tien (tian) 天 írásjegy jelentésbeli rokonítását szolgálta. (Erről lásd lentebb.) A piktogram modern értelmezése sem általánosan elfogadott. Nem tisztázott ugyanis, hogy a bronzkori sang (shang) panteon legfontosabb alakját miért éppen egy virág formájában ábrázolták volna.
David W. Pankenier amerikai sinológus, a Sang (Shang)-dinasztia idején látható égbolt rekonstrukcióját követően arra a következtetésre jutott, hogy a ti (di) piktogram tulajdonképpen az égbolt északi pólusát szimbolizálja. Pankenier rekonstrukciójában a piktogram formája csakugyan jól felismerhető az Ursae Minoris, vagyis a Kis Medve csillagképben található Kochab („Őr”) nevű és a Draco, vagyis a Sárkány csillagképben található Thuban nevű csillagok bevonásával megrajzolható hipotetikus csillagképben. A szintén amerikai sinológus, Robert Eno azonban szkeptikus Pankenier megállapításával kapcsolatban, szerinte ugyanis ez bármennyire is vonzó elmélet, a Sang (Shang)-kori jóslócsont szövegek nem igazolják a csillagokkal, csillagképekkel kapcsolatos vallási érdeklődést.

## Története

### A Sang-dinasztia idején
Sang-ti (Shangdi) eredeti, Sang (Shang)-kori szerepét csak a jóslócsont-feliratokon fennmaradt szövegek alapján célszerű értelmezni, hiszen alakjának későbbi, az Éggel (Tien (Tian)) történő összemosása miatt - a sok hasonlóság ellenére is - félrevezető lenne.

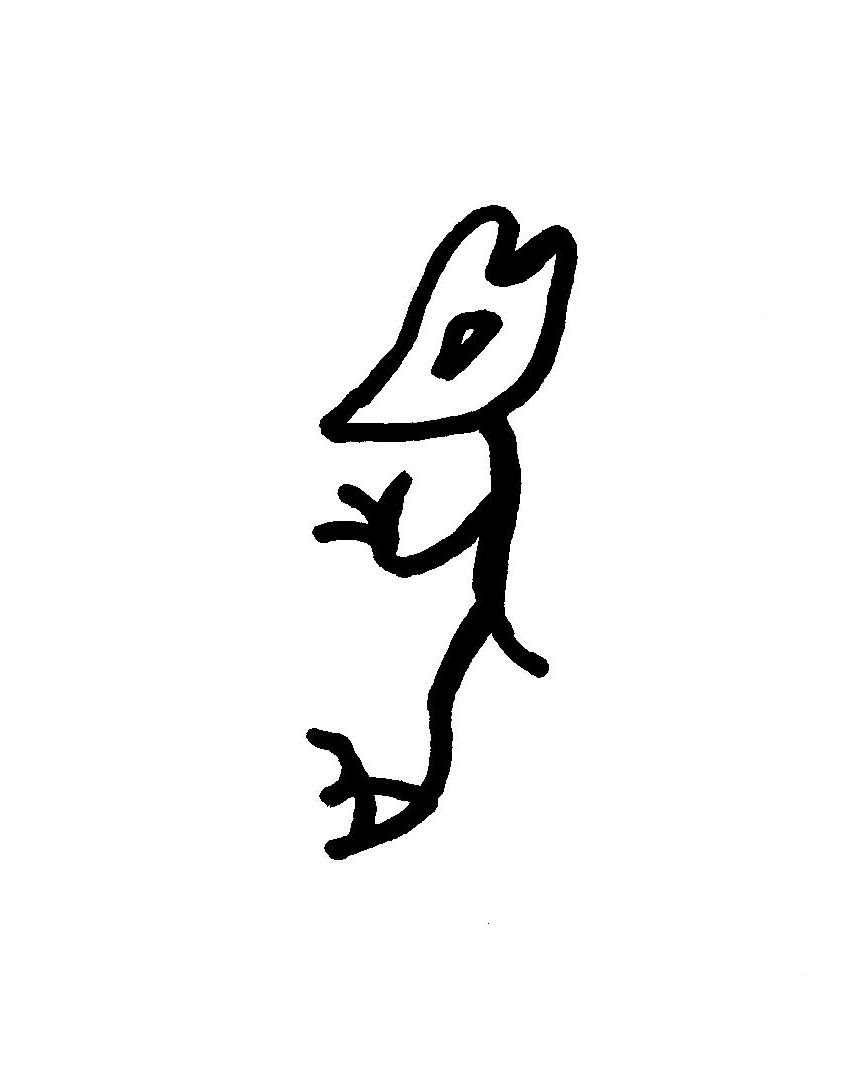
A jóslócsont-feliratokon található, a Sang (Shang) királyok ősének tekintett Ku 嚳 (vagy más néven Kuj (Kui) 夒) Császár nevének piktogramja.

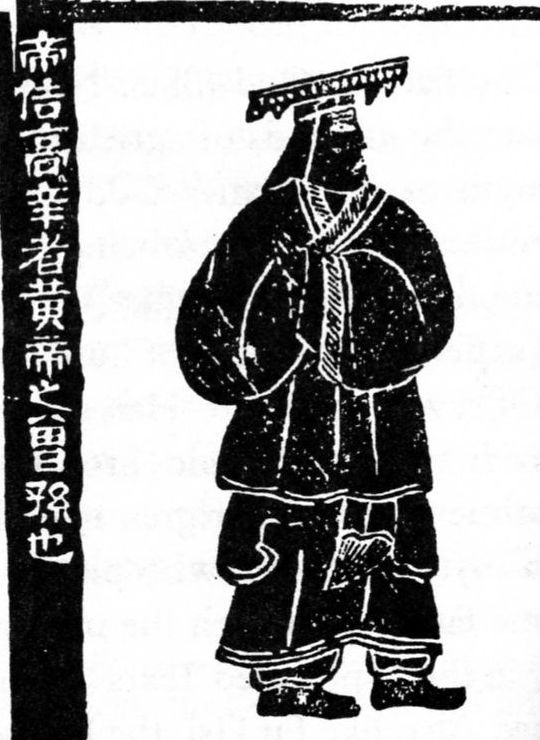
Ku 嚳 Császár Han-kori ábrázolása.

Kínában a Sang (Shang)-kortól kezdve megszámlálhatatlanul sok kisebb és nagyobb hatalmú isten jelent meg, melyek közül a leghatalmasabb minden kétséget kizáróan Sang-ti (Shangdi) volt. A jóslócsont-szövegek alapján Sang-ti (Shangdi) hatásköre a következőkre terjedt ki:
- az eső irányítása
- a szelek irányítása
- a felhők eloszlatása
- aszály küldése
- katonai és egyéb támogatás biztosítása
- élelemmel való ellátás
- döntések jóváhagyása
- katasztrófákkal való sújtás
- a termés elősegítése vagy elpusztítása
- a király befolyásolása
- a települések és városok befolyáslása
- más istenek, istenségek, szellemek irányítása

A bronzkori Kína lakóinak az élete teljes mértékben attól függött tehát, hogy Sang-ti (Shangdi) megparancsolja-e az esőnek, hogy essen, nem küld-e aszályt, vagy más katasztrófával, betegségekkel nem sújtja-e az embereket és az állatokat. Egyszóval Sang-ti (Shangdi)t a legfelsőbb főistennek tekintették, akinek az égben éppúgy mindenki ellentmondás nélkül köteles volt engedelmeskedni, mint ahogy a földön valamennyi ember engedelmeskedett a mindenkori Sang (Shang) uralkodó, a vang (wang) 王 akaratának.
Egy igen elterjedt és népszerű tudományos elmélet szerint Sang-ti (Shangdi) nem más, mint a sang (shang)ok ősének tekintett legendás Ku 嚳 (vagy más néven Kuj (Kui) 夒) császár. Csakhogy a jóslócsontokon látható Ku ábrázolása egyáltalán nem hasonlít a ti (di) piktogramra. Az elméletnek ellentmondanak továbbá azok a jóslócsont-feliratokból kiolvasható tények, miszerint Sang-ti (Shangdi) gyakorta hagyta jóvá vagy épp ellenezte az uralkodó döntéseit, ám Kuval kapcsolatban nem jegyeztek fel ilyesmit; Sang-ti (Shangdi) parancsol más isteni lényeknek, elhunyt ősök szellemeinek, Ku viszont nem; Ku elfogadja az emberek felajánlott áldozatait, Sang-ti (Shangdi) azonban soha.
Egy másik elmélet szerint Sang-ti (Shangdi) nem egyetlen entitás, hanem több természetfeletti erő isteni megjelenítése, egyfajta közösség, amely magában foglalja az elhunyt ősök, királyok szellemét is. Tény, hogy az elhunyt királyok halotti nevéhez gyakorta hozzáillesztették a ti (di) jelzőt, amivel egyfajta megistenülésüket fejezték ki. Ehhez az elmélethez kapcsolódik Vasziljev szovjet-orosz sinológus elképzelései is, aki szerint Sang-ti (Shangdi) kultusza megmaradt a törzsi-nemzetségi vezetőréteg kultuszának, akik benne a saját ősüket látták. Ezért Sang-ti (Shangdi) kultusza éppúgy, mint Kínában más nemzetségi ősök kultusza, inkább racionális, mint emocionális jellegű volt. Más ókori népek isteneivel ellentétben, nem volt valamiféle eszme (kegyesség, szeretet stb.) megtestesülése, sem pedig valamiféle természeti erő megszemélyesítése, hanem egyszerűen az elhunyt ősatya volt.

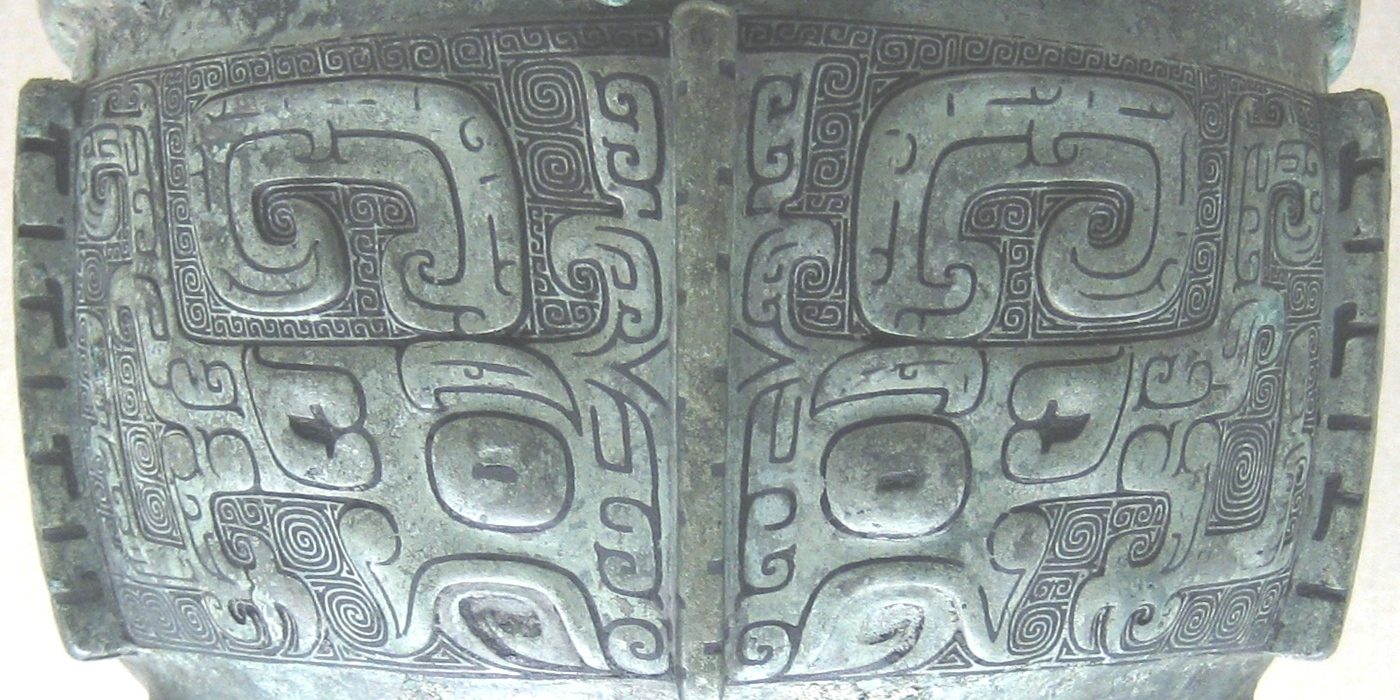
A tao-tie (taotie) 饕餮 maszk egy Sang (Shang)-kori szertartási bronzedény díszítőmotívumaként.

 A korábbiakban ismertette szempontok azonban ezt az elméletet is cáfolni látszanak.
Sang-ti (Shangdi)val kapcsolatos másik probléma az ábrázolásának hiányából fakad. Az ókori kínai művészetben valamennyi istenség és szellem rituális jelképének ábrázolása nagy jelentőségre tett szert, különösen a szertartási bronztárgyakon. Sang-ti (Shangdi) ikonográfiai ábrázolását azonban mégsem sikerült felfedezni. Épp ezeknek a Sang (Shang)- és korai Csou (Zhou)-kori bronztárgyaknak jellegzetes díszítőmotívuma az úgy nevezett tao-tie (taotie) 饕餮 maszk, amely egyfajta szörnyfej domborműszerű megjelenítése. Hatalmas golyószerű kidülledő szemei, dús szemöldöke és szarvai vannak, fülekkel, agyarakkal és karmokkal rendelkezik. E motívum eredetével, rendeltetésével kapcsolatban máig nincs egységes tudományos álláspont. A tao-tie (taotie) elnevezés is csupán Csou (Zhou)-kor végéről (kb. i. e. 4-3. sz.) származik, és mohó, falánk szörnyet jelent. Számos elképzelés született, hogy mit ábrázolhat egy szörnymotívum. A már hivatkozott Vasziljev meggyőződéssel állítja, hogy tao-tie (taotie) maszk az ókori kínai ikonográfiában Sang-ti (Shangdi) szimbólumának az ábrázolása volt. Vasziljev elképzelése azonban nem vált széles körben elfogadottá, s a tao-tie (taotie) maszk körüli kérdések máig tisztázatlanok.

### A Csou-dinasztia idején
Miután, valamikor i. e. 1050 és 1025 között, a mai Senhszi (Shaanxi)-tartomány területén létezett Csou (Zhou) állam megdöntötte a Sang (Shang)-dinasztia hatalmát, és területeit fokozatosan a saját befolyása alá vonta, a legyőzött uralkodóház kultúrájának számos elemét átvette. Az írásrendszer, a jóslási praktikák, a bronzöntés technikájának, a bronztárgyak forma- és motívumvilágának átvétele mellett a Sang (Shang) panteont is adaptálták. Ennek köszönhető, hogy a Csou (Zhou)-dinasztia első évszázadaiban Sang-ti (Shangdi) kultusza továbbra is elterjedt és népszerű maradt. A ma ismert legkorábbi művek számos helyen hivatkoznak Sang-ti (Shangdi)ra.
| Kínai cím | pinjin (Pinyin)     | Magyar cím                | Előfordulás |
| --------- | ------------------- | ------------------------- | ----------- |
| 《書經》  | Su-csing (Shujing)  | Írások könyve             | 32-szer     |
| 《詩經》  | Si-csing (Shijing)  | Dalok könyve              | 24-szer     |
| 《禮記》  | Li csi (Li ji)      | Szertartások feljegyzései | 20-szor     |
| 《春秋》  | Csun-csiu (Chunqiu) | Tavasz és ősz krónikája   | 8-szor      |
| 《易經》  | Ji-csing (Yijing)   | Változások könyve         | 2-szer      |

Ekkor a rituális címe már úgy hangzik, hogy a „Hatalmas Ég Magasságos Ura” (Hao-tien Sang-ti (Haotian Shangdi) 昊天上帝), aki valamennyi isten és szellem feje, az emberek és istenek ura. Ember formájú óriás, aki rendszerint az égben lakik. Ha leszáll és a földön jár, akkor például a Dalok könyve szerint, olykor óriás lábnyomokat hagy maga után. A földi világban is vannak rezidenciái: bizonyos nagy sziklák lakomákra alkalmas teraszai, ahol a vendégeit tiszta források italával kínálja. (Hegyek és vizek könyve) Az igazi palotája azonban a Nagy Medve csillagképben, a kilenc égi emelet legtetején található, amelynek bejáratát éberen őrzi az Égi Farkas (tien-lang (tianlang) 天狼), a Szíriusz csillag. Itt él a családjával együtt. Felesége ugyan semmilyen különösebb szerepet nem játszik, de leányai (tien-csi-mej (tianjimei) ) közül többen leszálltak a földre és istennőkké lettek. (Dalok könyve) A legnevezetesebb a Nyugati Királyi Anya (Hszi-vang-mu (Xiwangmu) 西王母), a tigrisfogú, párducfarkú, aki ott él, ahol a Nap lenyugszik, és a járványok úrnője. (Hegyek és vizek könyve) A másik lánya a Wuyang a varázslónő, a harmadik pedig, Yaoji, a Wu-hegyen halt meg és csodafűvé változott. (Szung Jü (Song Yi), Hegyek és vizek könyve) Két másik lánya a Hsziang (Xiang)-folyó istennője lett. (Hegyek és vizek könyve)
Sang-ti (Shangdi) azonban továbbra sem csak az ég ura, s a holtak parancsolója, hanem a földi dolgok legfőbb irányítója is. Mindent szemmel kísér a négy világtájon, ő hozza létre az országokat és királyokat, ő adja a birodalmat a királyi családoknak; ő ad bölcs minisztereket a fejedelmeknek, általában ő az ura a lent élő embereknek, s ő vigyáz rájuk felülről. (Dalok könyve, Írások könyve) Ünnepélyes eskük alkalmával szokás volt az ő nevére felesküdni, egy áldozat felajánlása után az ég felé, a lakhelye felé fordítva a fejet, hogy az eskü egyenesen eljusson hozzá. (Co csuan (Zou zhuan))
Sang-ti (Shangdi)nak a feladatok ellátására egy egész sor segítője volt, akiket ugyanúgy ti (di)nek neveztek, mint őt. Egyesek ezek közül meghalt királyok lelkei voltak, akik maguk is a halott minisztereik lelkétől támogatva segédkeztek továbbra is a világ kormányzásában, amely fölött életükben uralkodtak. Mások azonban istenségek voltak, még ha rangban, méltóságban Sang-ti (Shangdi) alatt is maradtak. Az öt világtáj mindegyikének megvolt a maga ura (ti (di)):
- Azúr vagy Zöld Úr (Cang-ti (Cangdi) 蒼帝 vagy Csing-ti (Qingdi) 青帝) - kelet
- Fehér Úr (Paj-ti (Baidi) 白帝) - nyugat
- Vörös vagy Lángszínű Úr (Csi-ti (Chidi) 赤帝 vagy Jen-ti (Yandi) 炎帝) - dél
- Sötét vagy Fekete Úr (Hszüan Ti (Xuandi) 玄帝 vagy Hej-ti (Heidi) 黑帝) - észak
- Sárga Úr (Huang-ti (Huangdi) 黃帝) - közép[12]

Vasziljev szerint az egykori főistenég, Sang-ti (Shangdi) kultusza, a nemzetségalapító totemősként felfogott isten kultusza a Csou (Zhou)-dinasztia megalapítását követő évszázadokban két részre hasadt. Az egyik ága az őskultusz lett, a másik pedig az Ég Tien (Tian) kultusza. A védelmező ősként tisztelt Sang-ti (Shangdi)val ellentétben az Ég absztrakt szabályozó erő lett, az értelem, a célszerűség és a legmagasabb rendű igazságosság megtestesítője.

### Későbbi dinasztiák idején
Már a Sang (Shang)-dinasztia idején létezett az a gyakorlat, hogy az elhunyt királyokat a ti (di) titulussal látták el, és szellemükre a továbbiakban így hivatkoztak. Az i. e. 221-ben, a kínai birodalmat első ízben egyesítő Csin (Qin) 秦 király uralkodói névként a Csin Si Huang-ti (Qin Shi Huangdi) 秦始皇帝 címet választotta magának, melynek jelentése: „Csin (Qin) Első Felséges Ura”, vagyis funkcióját tekintve az első császár. A huang-ti (huangdi) 皇帝 titulus, és maga a ti (di) 帝 önmagában is ekkortól kezdve nyerte a nyugati értelembe vett „császár” (Emperor, Empereur, Kaiser, император stb.) jelentést.
A taoista vallásban, majd később a vallási szinkretizmus rendszerében, és a népi mitológiában az egyik legelőkelőbb hely a Jáde Császárt (Jü-huang Sang-ti (Yuhuang Shangdi) 玉皇上帝 vagy Jü-huang Ta-ti (Yuhuang Dadi) 玉皇大帝) illette meg, sőt gyakran az egyetemes kínai panteon fejét látták benne, mivel azonosították az ókori Sang-ti (Shangdi)val. A Jáde Császárt a sang-ti (shangdi) címmel a Szung-dinasztia (Song-dinasztia) nyolcadik császára, Huj-cung (Huizong) császára (1082-1135) ruházta fel.

## Keresztény fogalomként
A Kínába érkező jezsuita misszionáriusok a kínai nyelvet használták a liturgiában, amelyet számukra V. Pál pápa 1615-ben és 1616-ban engedélyezett, továbbá megengedte a Biblia lefordítását, és a Breviárium végzést kínai nyelven. Az Atyaisten kínai megnevezésére, például Matteo Ricci (1552-1610) a kínaira fordított vagy kínaiul írt műveiben néha az „Ég” (Tien (Tian) 天) szóval fejezte ki a zsidó-keresztény Isten-fogalmát, világosabb elnevezésként azonban az „Ég Ura” (Tien-csu (Tianzhu) 天主) kifejezést használta.
A protestáns misszionáriusok körében azonban sokáig nem alakult ki egységes álláspont az Isten fogalmának kínaira történő átültetésével kapcsolatban. A brit misszionáriusok az ősi Sang-ti (Shangdi) 上帝 kifejezés mellett kardoskodtak, míg amerikai társaik a Sen (Shen) 神 (jelentése: „isteni szellem”) mellett tették le a voksukat. A vita köztük ideológiai jellegű volt. A Sen (Shen) mellett érvelők szerint azért indokolt ennek a kifejezésnek a használata, mert a kínai világnézetben, vallásokban nincs nyoma a teremtő isten alakjának, így megfelelő kifejezés sem létezik a keresztény Egyisten megnevezésére. A másik tábor viszont Sang-ti (Shangdi) épp történelmi beágyazottsága miatt látta célszerűnek és indokoltnak a kifejezés használatát.

### Magyarul
- ↑ Kínai mitológia 1988:  „Kínai mitológia”. In Mitológiai enciklopédia II. kötet, 385-456. o. Fordította: Kalmár Éva. Budapest: Gondolat Kiadó, 1988. ISBN 963 282 028 2 II. kötet
- ↑ Maspero 1978:  Henri Maspero: Az ókori Kína. Fordította: Csongor Barnabás. Budapest: Gondolat Kiadó, 1978. ISBN 963 280 595 X
- ↑ Vasziljev 1977:  Vasziljev, L. Sz.: Kultuszok, vallások és hagyományok Kínában. Budapest: Gondolat Kiadó, 1977. ISBN 963 280 475 9

### Idegen nyelven
- ↑ Eno 2009:  Robert Eno: “Shang State Religion and the Pantheon of the Oracle Text”. In John Lagerwey and Marc Kalinowski (ed.) Early Chinese Religion. Part One: Shang through Han (1250 BC– 220 AD). Brill, Leiden–Boston. pp. 41–102.
- ↑ Keightley 1983:  David N. Keightley: “The Late Shang State: When, Where and What?” David N. Keightley (ed.) The Origins of Chinese Civilization. University of California Press. Berkley, Los Angeles, London. In pp. 523–564.
- ↑ Keightley 1985:  David N. Keightley: Sources of Oracle Bone of Shang History – Inscriptions of Bronze Age China. California Press. Berkley, Los Angeles, London.
- ↑ Pankenier 2004:  David W. Pankenier: “A Brief History of Beiji 北極 (Northern Culmen), With an Excursis on the Origin of the Character di 帝”. In Journal of the American Oriental Society 2004. 124.2, pp. 211–236.